# Barbados ai Giochi della XXXI Olimpiade
Le Barbados hanno partecipato ai Giochi della XXXI Olimpiade, che si sono svolti a Rio de Janeiro, Brasile, dal 5 al 21 agosto 2016, con una delegazione di undici atleti impegnati in cinque discipline. Portabandiera alla cerimonia di apertura è stato il velocista Ramon Gittens, alla sua seconda Olimpiade.
Si è trattato della dodicesima partecipazione di questo paese ai Giochi. Non sono state conquistate medaglie.

## Nuoto
| Atleta      | Evento       | Batterie | Batterie   | Semifinali | Semifinali | Finale          | Finale          |
| Atleta      | Evento       | Tempo    | Classifica | Tempo      | Classifica | Tempo           | Classifica      |
| ----------- | ------------ | -------- | ---------- | ---------- | ---------- | --------------- | --------------- |
| Alex Sobers | 400 m libero | 3:59"97  | 44ª        | N.D.       | N.D.       | non qualificato | non qualificato |